# Himna (album)
Himna je prvi i jedini EP hrvatskog rock sastava Hladno pivo. Album je snimljen i objavljen povodom Svjetskog prvenstva u Južnoj Koreji i Japanu održanom 2002. godine, na kojem je sudjelovala i hrvatska nogometna reprezentacija.

## Popis skladbi
| 1. | »Himna (naša verzija)«        | 2:53 |
| 2. | »Izbornikov međutak«          | 0:16 |
| 3. | »Himna (pivska verzija)«      | 3:21 |
| 4. | »Izbornikov intermezzo«       | 0:09 |
| 5. | »Himna (izbornikova verzija)« | 2:53 |
| 6. | »Izbornikova katarza«         | 0:10 |